# Claude Chappe
Claude Chappe, född 25 december 1763, död 23 januari 1805, var en fransk uppfinnare av den optiska telegrafen. Han var brorson till Jean Chappe och bror till Ignace Chappe.

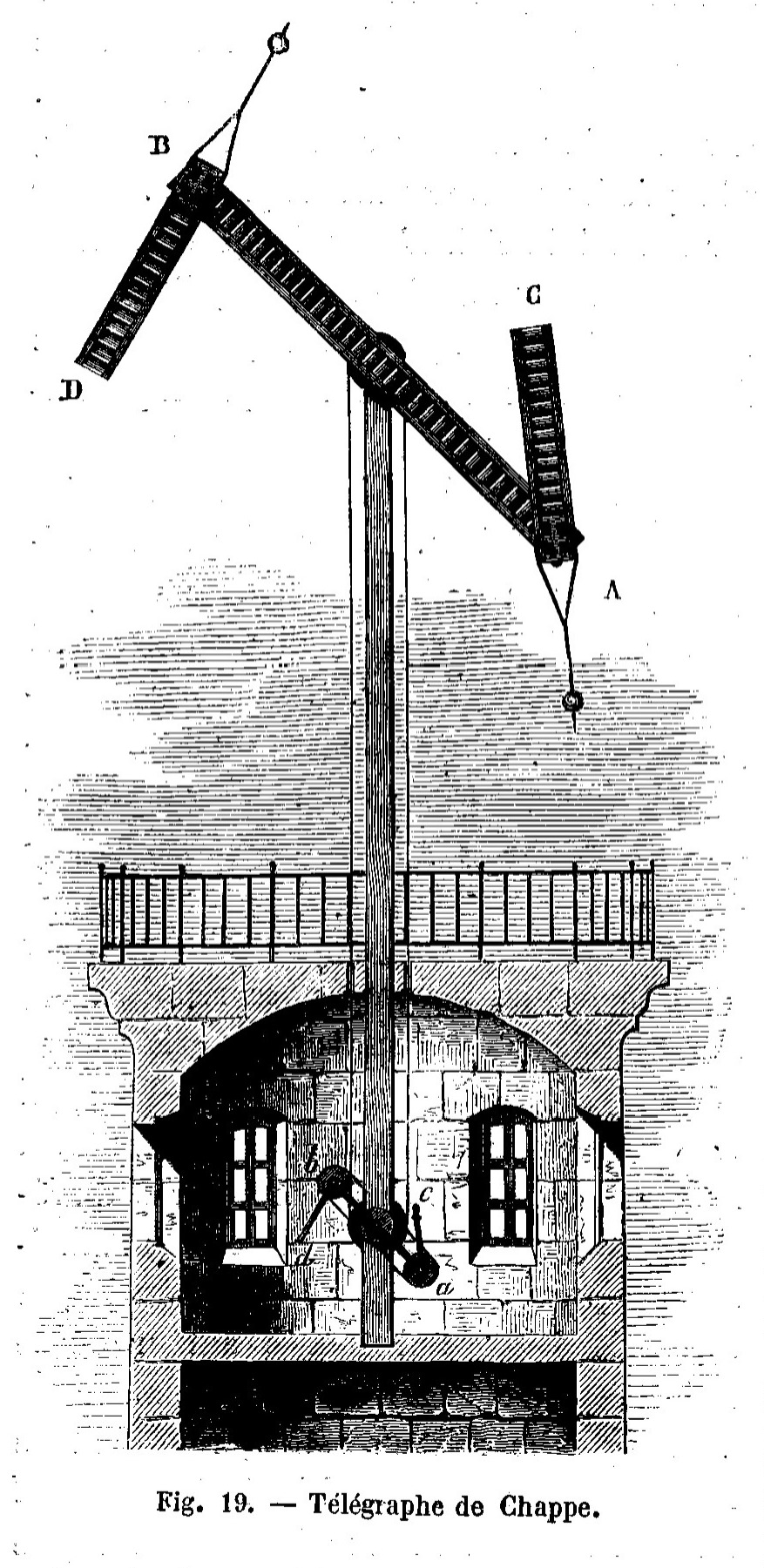
Chappes telegraf.

Chappe var ursprungligen präst men förlorade sitt ämbete under franska revolutionen, och började då ägna sig åt optiska signaleringsexperiment. Omkring 1793 erhöll han nationalkonventets uppdrag att anlägga en optisk signaleringslinje mellan Paris och Lille.
Å på högre punkter anlagda torn fästes en ställning i form av ett kors, vid vars översta del en träarm, ”regulatorn” var i rörlig i vertikal led. Vid de båda ändarna av korsets tvärstycka fanns två på samma sätt rörliga mindre vingar, ”indikatorer”. Armarnas olika ställning hade en viss överenskommen betydelse. Med hjälp av kikare avlästes tecknen och vidaresändes från det ena tornet till det andra. Från Paris till Toulon, kunde Chappe på detta sätt över 120 mellanstationer vidarebefordra ett meddelande på 10 à 12 minuter. Chappes telegraf hade under början av 1800-talet vunnit stor utbredning i Frankrike. När de första elektriska telegraferna började framträda omkring 1845, fanns cirka 5 000 kilometer Chappelinjer med 534 optiska stationer i Frankrike.
Även i Sverige inrättades optiska telegrafer, men man valde här ett eget, modifierat system.